# Suleyman Magnificul (serial)
Suleyman Magnificul (în turcă Muhteşem Yüzyıl; lit. „Secolul magnific”) este un serial istoric turcesc bazat pe viața sultanului otoman Soliman I. 
În România serialul a fost difuzat pe Kanal D România, iar în Republica Moldova, pe Național4 (N4).

## Actori și personaje
| Numele rolului       | Numele actorului            | Descriere                                                                        | Apariție (sezon) |
| -------------------- | --------------------------- | -------------------------------------------------------------------------------- | ---------------- |
| Suleyman Magnificul  | Halit Ergenç                | Al zecelea sultan al Imperiului Otoman                                           | 1 – 4            |
| Sultana Hürrem       | Meryem Uzerli Vahide Perçin | Soția Sultanului                                                                 | 1 – 4            |
| Sultana Mahidevran   | Nur Fettahoğlu              | Concubina sultanului; mama prințului Mustafa                                     | 1 – 4            |
| Ayşe Hafsa           | Nebahat Çehre               | Mama sultanului                                                                  | 1 – 2            |
| Prințul Mustafa      | Mehmet Günsür               | Fiul sultanului                                                                  | 1 – 4            |
| Bali Bey             | Burak Özçivit               | Boier în sezonul 2; șef al slugilor                                              | 1-3              |
| Prințul Mehmet       | Gürbey İleri                | Fiul sultanului                                                                  | 1 – 3            |
| Aloisio Gritti       | Tansel Öngel Erman Saban    | Fiul neligitim al ambasadorului Veneției, consilier al principelui Transilvaniei | 1 – 3            |
| Gul                  | Engin Günaydın              | Confidentul sultanei Hürrem (boier în palat)                                     | 1 – 2            |
| Pargalı İbrahim Pașa | Okan Yalabık                | Marele-vizir al Imperiului Otoman, prieten al sultanului, soțul sultanei Hatice  | 1 – 3            |
| Sultana Hatice       | Selma Ergeç                 | Sora sultanului, soția lui İbrahim                                               | 1 – 3            |
| Rüstem Pașa          | Ozan Güven                  | Soțul lui Mihrimah                                                               | 3 – 4            |
| Mihrimah             | Pelin Karahan               | Fiica sultanului                                                                 | 1 – 4            |
| Daye                 | Selma Keçik                 | Servitoarea sultanei-mamă                                                        | 1 – 2            |
| Nigar                | Filiz Ahmet                 | Servitoare și odaliscă în harem                                                  | 1 – 3            |
| Gülşah               | Nihan Büyükağaç             | Servitoare sultanei Mahidevran                                                   | 1 – 3            |
| Sümbül               | Selim Bayraktar             | Șef în harem                                                                     | 1 – 4            |
| Beyhan               | Pınar Çağlar                | Sora Sultanului                                                                  | 1 – 3            |
| Gulfem               | Selen Öztürk                | Vistiernic la palat                                                              | 1 – 4            |
| Fatma                | Meltem Cumbul               | Sora Sultanului                                                                  | 4                |
| Matrakçı Nasuh       | Fatih Al                    | Matematician, geograf                                                            | 1 – 3            |
| Domnița Aybige       | Ezgi Eyüboğlu               | Nepoata sultanei-mamă; îndrăgostită de Bali Bey                                  | 2                |
| EbuSuud              | Tuncel Kurtiz               | Kadiul Istanbulului                                                              | 3 – 4            |
| Şah                  | Deniz Çakır                 | Sora Sultanului                                                                  | 3 – 4            |
| Şeker                | Yüksel Ünal                 | Șeful bucătariei din harem                                                       | 1 –3             |
| Isabella Fortuna     | Melike Yalova               | Prințesa de Castillia                                                            | 1-2              |
| Firuze - Hümeyra     | Cansu Dere                  | Favorita lui Suleyman, după Hürrem                                               | 3                |
| Jupâneasa Afife      | Sabina Ajrula Tozija        | Servitoare-șefă, după Jupâneasa Daye                                             | 3 – 4            |
| Mimar Sinan          | Gürkan Uygun                | Arhitectul sultanului Suleyman                                                   | 3 – 4            |